# Jorge Alberto Mendonça
Mendonça, właśc. Jorge Alberto Mendonça Paulino (ur. 19 września 1938 w Luandzie) – portugalski piłkarz grający na pozycji napastnika.
Mendonça w hiszpańskiej La Liga spędził 12 sezonów, łącznie rozgrywając 206 meczów i zdobywając 69 goli, z czego zdecydowaną większość w barwach Atlético Madryt. Z Los Colchoneros zdobył również pięć tytułów, w tym Puchar Zdobywców Pucharów.

## Kariera piłkarska
Urodził się w Luandzie w Portugalskiej Afryce Zachodniej (obecnie Angola). Mendonça rozpoczął swoją karierę w S. C. Braga. Na początku 1958, jako 19-latek przeniósł się do Hiszpanii. Na Półwyspie Iberyjskim znalazł zatrudnienie w drugoligowym Deportivo La Coruña, z którego po kilku miesiącach przeniósł się do Atletico Madryt. W klubie ze stolicy zadebiutował 14 września w zwycięskim 2-0 meczu z Realem Oviedo, strzelając bramkę w 87 minucie spotkania. Trzy dni później był jednym z czterech graczy, którzy wpisali się na listę strzelców w wygranym 8-0 meczu z Drumcondra F.C. w rozgrywkach Pucharu Europy.
W trakcie dziewięcioletniego pobytu na Vicente Calderón Mendonça nigdy nie wystąpił w więcej niż 25 meczach jednego sezonu La Liga. Był natomiast istotnym wzmocnieniem siły ofensywnej przy trzykrotnym zdobyciu Copa del Rey i Pucharu Zdobywców Pucharów w 1962. W zwycięskim 3-0 finale z Fiorentiną zdobył jedną z bramek. Łącznie we wszystkich rozgrywkach wystąpił w 250 meczach strzelając przy tym 91 bramek. Mendonça zakończył karierę w czerwcu 1970 roku, w międzyczasie z małym powodzeniem występując w zespołach FC Barcelona (dwa sezony) i RCD Mallorca (jeden sezon).

## Osiągnięcia
Atlético Madryt
- Puchar Zdobywców Pucharów: 1961–62
- La Liga: 1965–66
- Puchar Króla: 1959–60, 1960–61, 1964–65

FC Barcelona
- Puchar Króla: 1967–68